# Acherontia
Acherontia är ett släkte av fjärilar som beskrevs av Jakob Heinrich Laspeyres 1809. Acherontia ingår i familjen svärmare.
Släktet Acherontia indelas i:
- Acherontia ariel
- Acherontia atra
- Acherontia atropos
- Acherontia charon
- Acherontia circe
- Acherontia confluens
- Acherontia conjuncta
- Acherontia crathis
- Acherontia diluta
- Acherontia extensa
- Acherontia flavescens
- Acherontia fuscapex
- Acherontia griseofasciata
- Acherontia imperfecta
- Acherontia intermedia
- Acherontia interrupta
- Acherontia lachesis
- Acherontia lethe
- Acherontia medusa
- Acherontia moira
- Acherontia morta
- Acherontia myosotis
- Acherontia obscurata
- Acherontia obsoleta
- Acherontia pseudatropos
- Acherontia pulverata
- Acherontia radiata
- Acherontia satanas
- Acherontia sculda
- Acherontia septentrionalischinensis
- Acherontia solani
- Acherontia soyejimae
- Acherontia styx
- Acherontia suffusa
- Acherontia variegata
- Acherontia violacea
- Acherontia virgata

## Bildgalleri

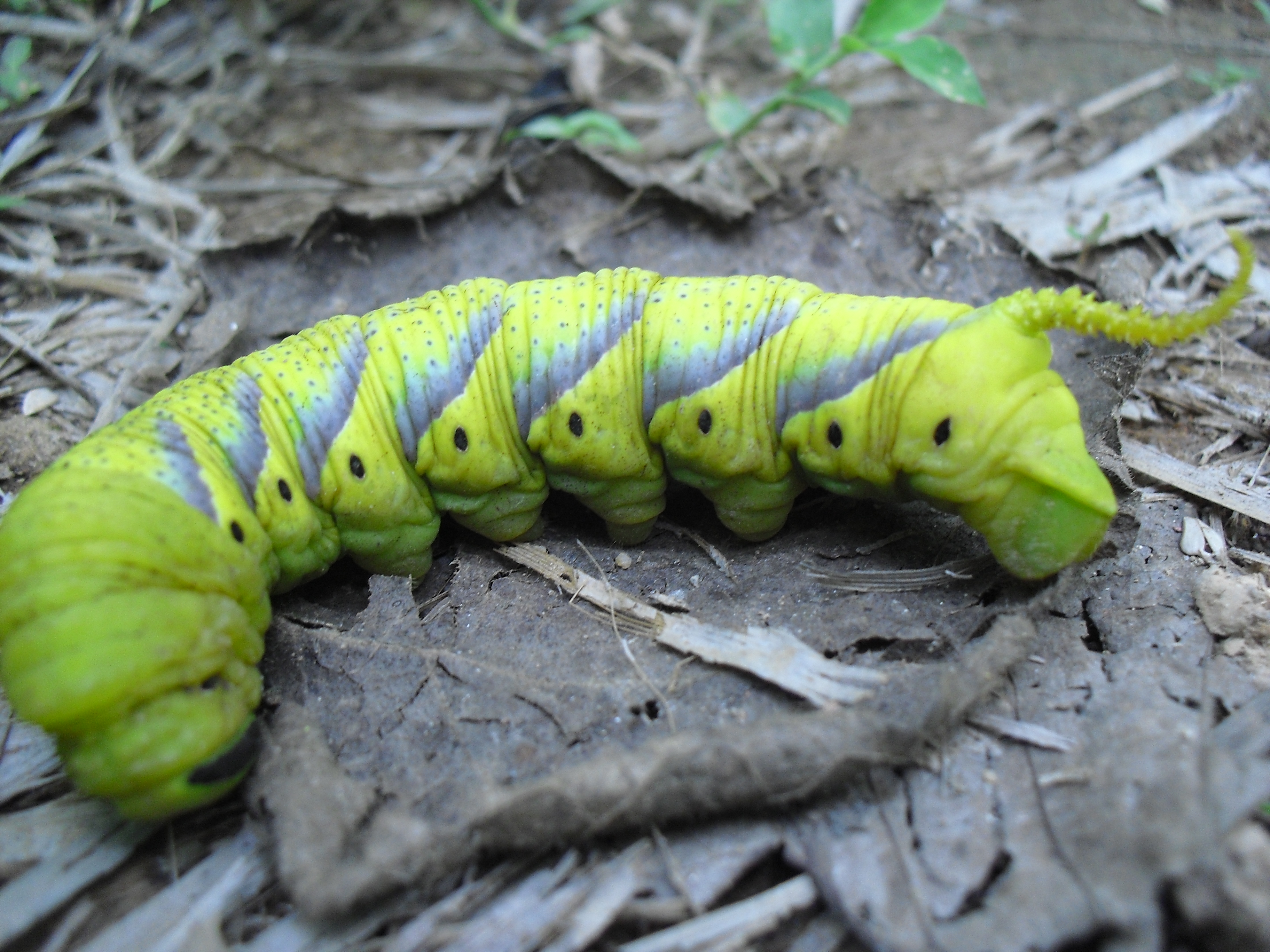
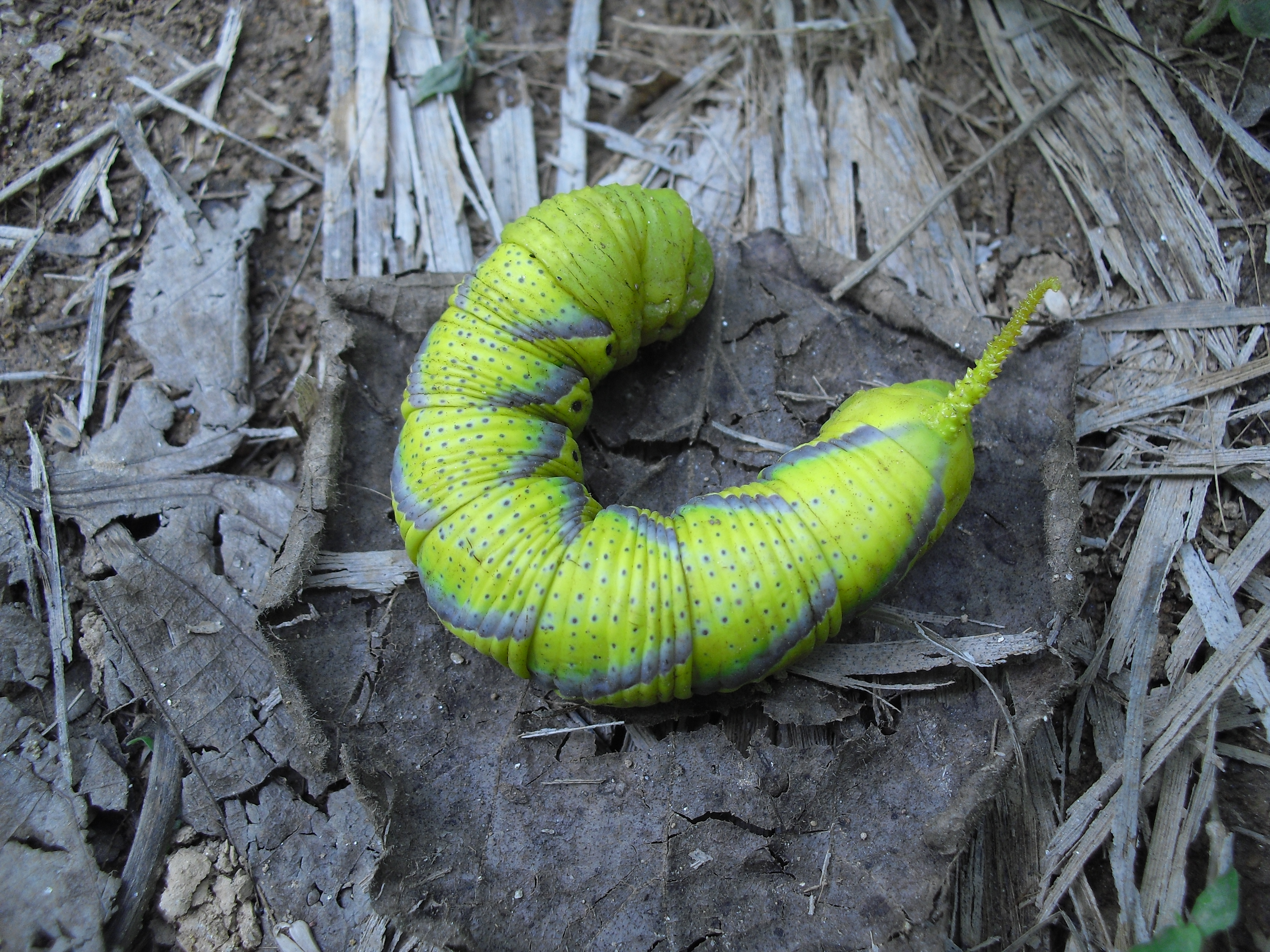
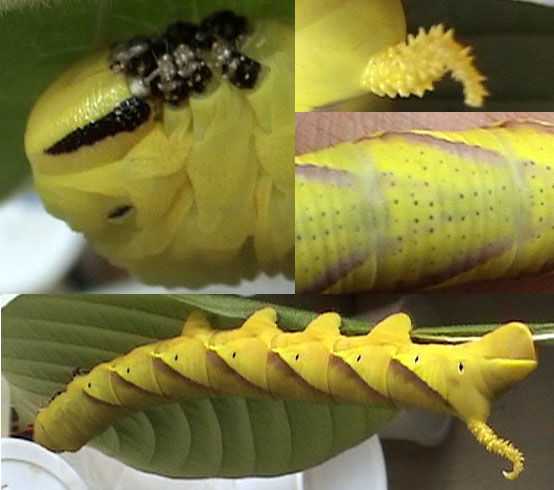
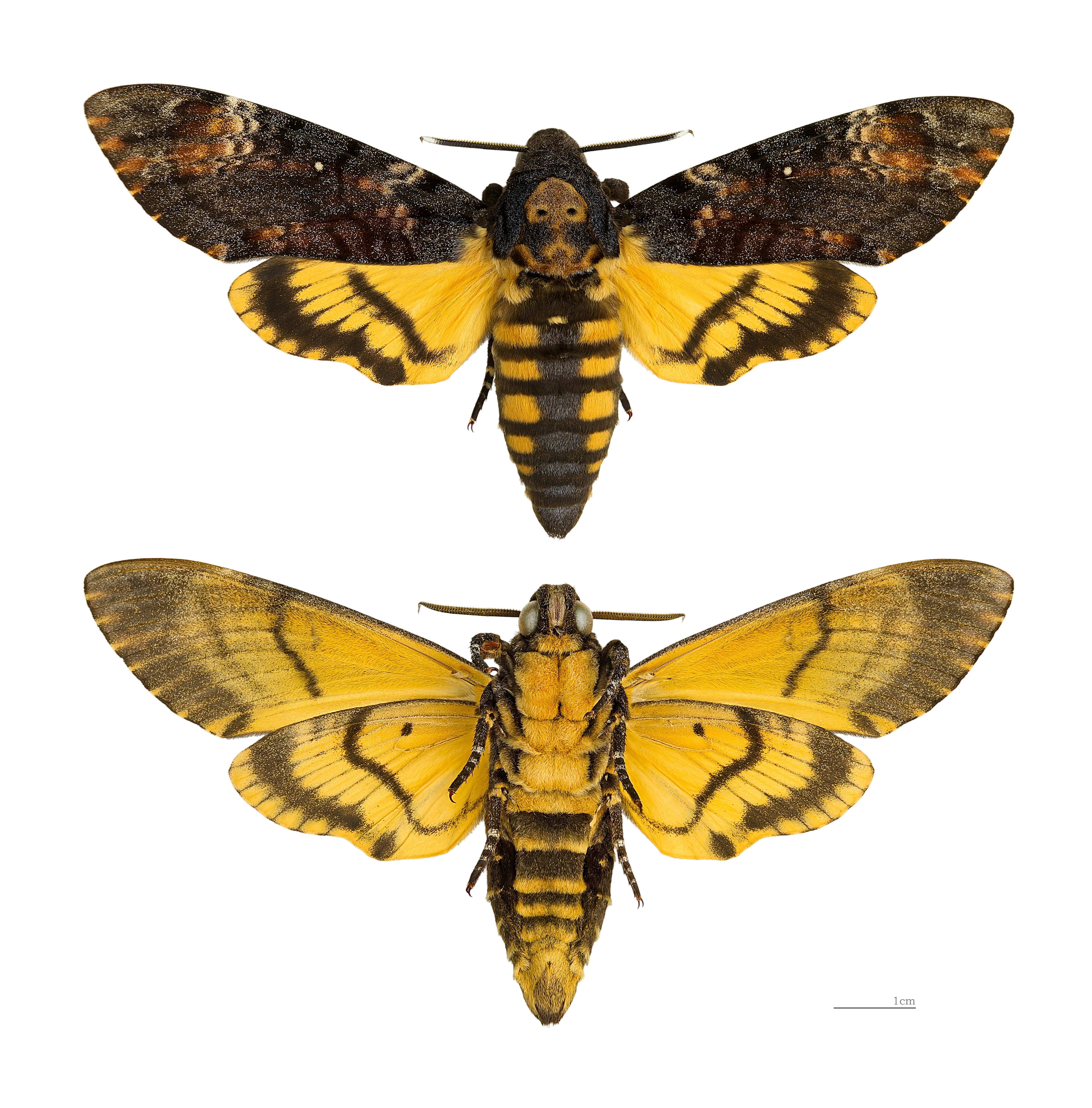
Acherontia atropos
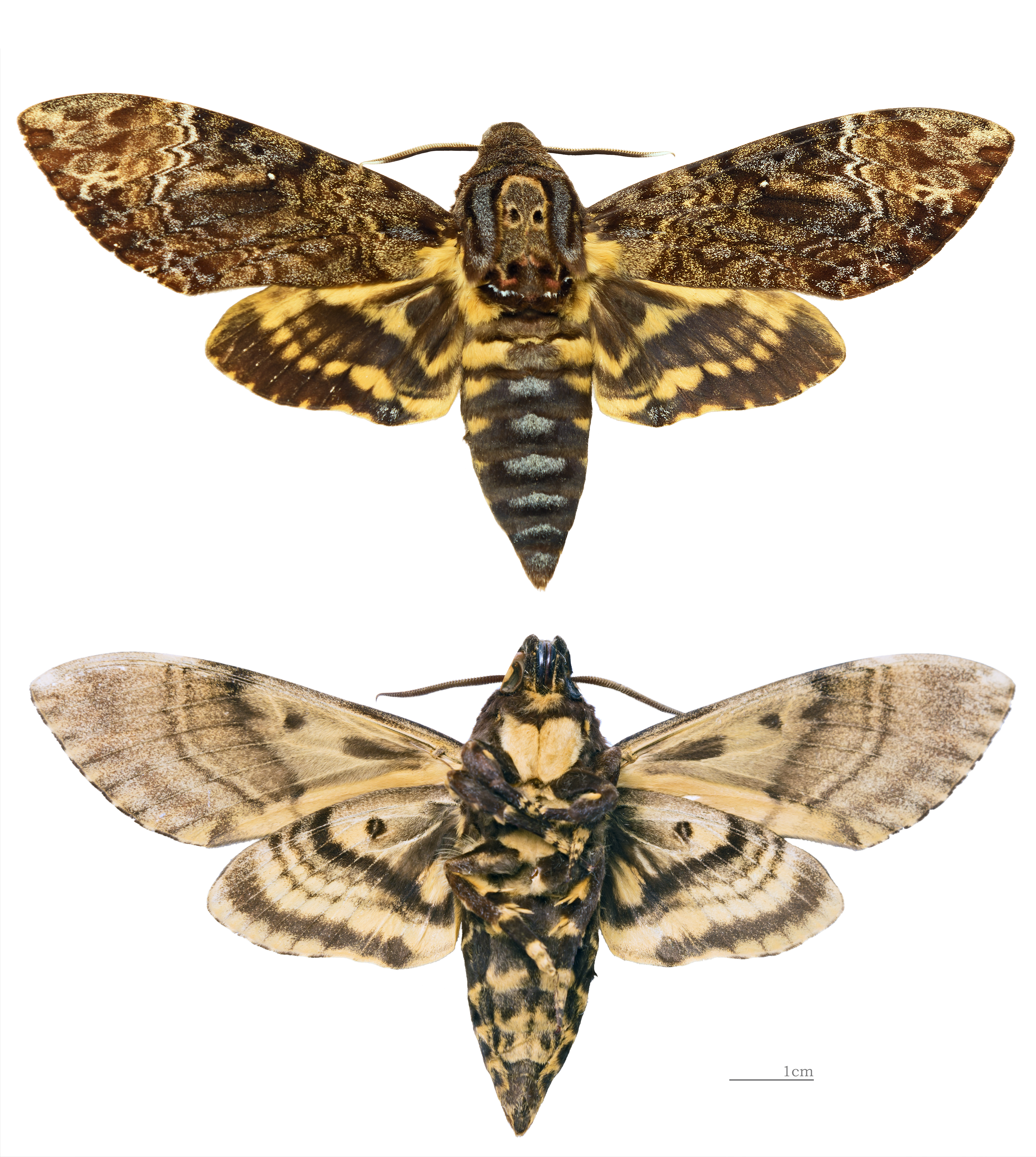
Acherontia lachesis
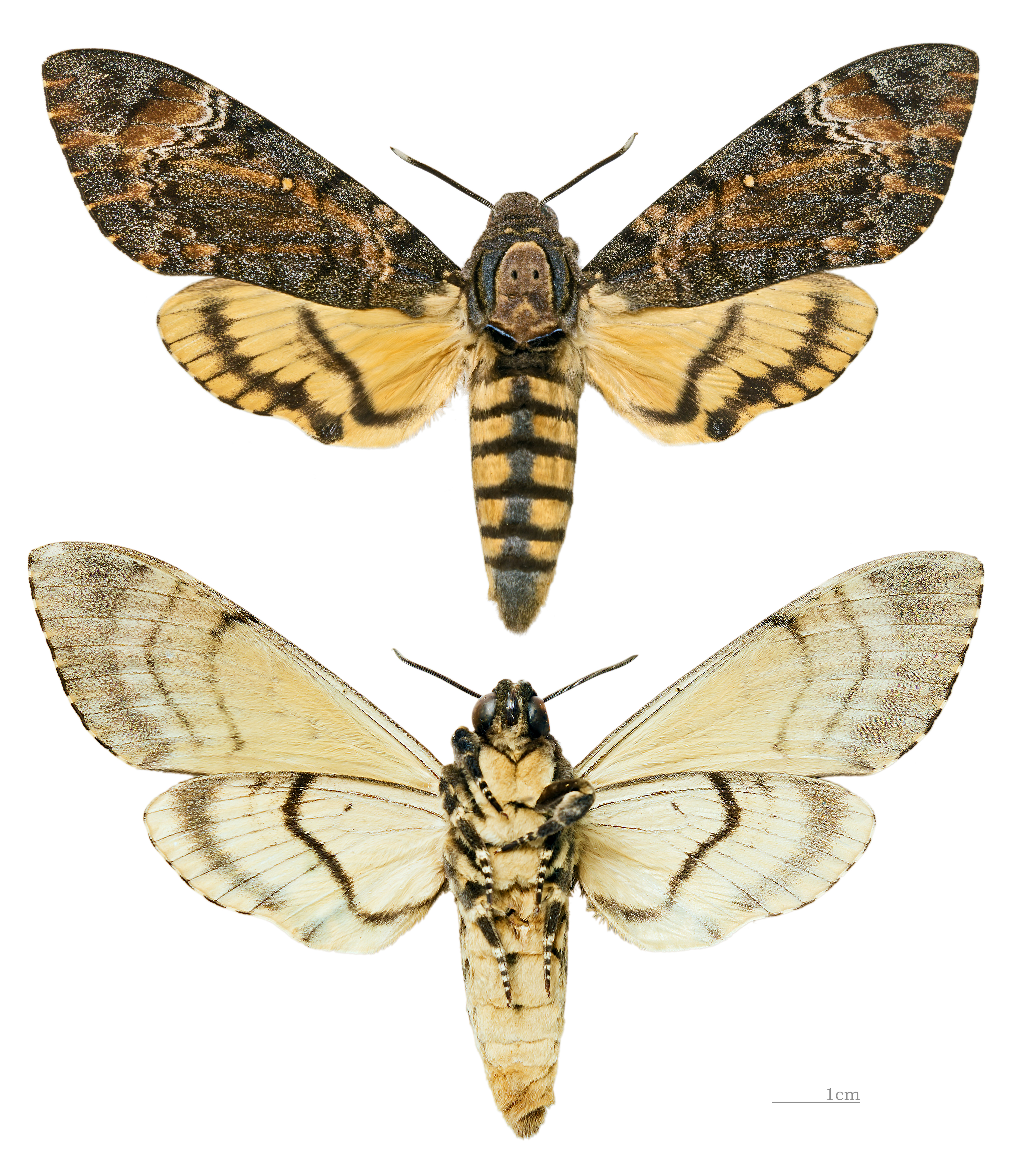
Acherontia styx
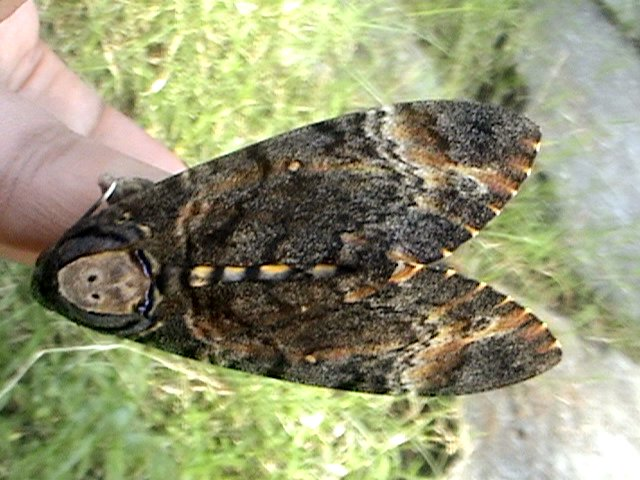